# Eomys
L'eomio (gen. Eomys) è un roditore estinto, appartenente agli eomiidi. Visse tra l'Oligocene inferiore e l'Oligocene superiore (circa 32 - 24 milioni di anni fa) e i suoi resti fossili sono stati ritrovati in Europa.

## Descrizione
Il genere Eomys comprendeva numerose specie di varie dimensioni, da quelle di un topo a quelle di un grosso scoiattolo. Il cranio era caratterizzato da un'organizzazione dei muscoli masseteri simile a quella degli scoiattoli attuali, ma la morfologia dei molari era chiaramente differente. I molari erano quadritubercolati e dalla corona bassa (brachiodonti). Il paracono e il protocono erano riuniti in creste trasversali; i premolari erano privi di mesolofo e della prima anticlinale. I premolari e i molari inferiori erano simili a quelli di Cricetodon, con un paraconide ben sviluppato. Il mesolofide non raggiungeva il margine interno della corona.
Eomys è noto soprattutto per resti cranici, ma un esemplare eccezionalmente conservato della specie Eomys quercyi mostra non solo lo scheletro intero, ma anche il contorno del corpo; è evidente, in questo fossile, che era presente un patagio simile a quello degli scoiattoli volanti. Era inoltre presente un elemento stiliforme cartilagineo a sostegno di questo patagio. Eomys è considerato il più antico roditore dotato di patagio.

## Classificazione
Il genere Eomys venne descritto per la prima volta nel 1884 da Schlosser; la specie tipo è Eomys zitteli, i cui fossili sono stati ritrovati in terreni dell'Oligocene superiore in Francia, Germania, Repubblica Ceca e Spagna. Altre specie note sono la grande E. huerzeleri di Svizzera e Spagna, E. fahlbuschi della Turchia e della Spagna, E. helveticus ed E. schluneggeri della Svizzera, E. antiquus (una delle specie più antiche, dell'Oligocene inferiore) e la già citata E. quercyi di Francia e Germania.
Eomys è il genere eponimo degli eomiidi, un gruppo di roditori vissuti tra l'Eocene e il Pliocene e molto diffusi. Le affinità di questi animali sono riconducibili ai cosiddetti gopher (Geomyidae), e pertanto sono noti impropriamente anche con il nome di "gopher volanti".

## Paleoecologia
Il patagio, presente almeno in alcune specie di Eomys, garantiva a questi animali la capacità di planare da un albero all'altro, in un modo molto simile a quello degli scoiattoli volanti e dei petauri dello zucchero attuali.